# Liste der Wappen in der Woiwodschaft Kujawien-Pommern
Diese Liste zeigt die Wappen der Landkreise und kreisfreien Städte in der Woiwodschaft Kujawien-Pommern. Die Woiwodschaft Kujawien-Pommern ist in 19 Landkreise und vier kreisfreie Städte unterteilt.

## Wappen der kreisfreien Städte in der Woiwodschaft Kujawien-Pommern

Bydgoszcz
Grudziądz
Toruń
Włocławek

## Wappen der Landkreise in der Woiwodschaft Kujawien-Pommern

Powiat Aleksandrowski
Powiat Brodnicki
Powiat Bydgoski
Powiat Chełmiński
Powiat Golubsko-Dobrzyński
Powiat Grudziądzki
Powiat Inowrocławski
Powiat Lipnowski
Powiat Mogileński
Powiat Nakielski
Powiat Radziejowski
Powiat Rypiński
Powiat Sępoleński
Powiat Świecki
Powiat Toruński
Powiat Tucholski
Powiat Wąbrzeski
Powiat Włocławski
Powiat Żniński